# Mats Olsson (journalist)
Mats Tage Olsson, född 12 januari 1949 i Malmö, är en svensk journalist. Han är sportkrönikör, rockskribent och före detta korrespondent i New York. År 2002 fick Mats Olsson utmärkelsen Stora journalistpriset. Olsson har under många år arbetat på Expressen. Under en period var han tidningens utsände i New York.

## Biografi
Mats Olsson arbetade i sin ungdom på tidningen Arbetet i Malmö. 1974 började han på Expressens nöjesredaktion. Efter några år som frilans i slutet på 1980-talet blev Olsson 1990 Expressens sportkrönikör. Från 2014 blev han åter frilans, men hans sportkrönikor har återkommit i Expressen med jämna mellanrum.
Olsson har gett ut böcker, bland annat Blött och blåsigt, Det känns som berättelsen om mitt liv : Sportkrönikor 1990–2002 (2002) samt De ensamma pojkarna (1995). Till De ensamma pojkarna gjorde Per Gessle och Nisse Hellberg ett ”soundtrack”. Mats Olsson arbetar även med att översätta böcker och medverkar i tv både inom sport och musik. Tillsammans med Jan Gradvall, Andres Lokko och Lennart Persson skrev han i början av 2000-talet för musiksajten Feber. 
Olsson startade, tillsammans med Anders Björkman, korplaget i fotboll BK Bek Bek, där han var målvakt under lagets första år.
Jonstorps IF:s fotbollslag ligger Olsson varmt om hjärtat och han brukar ha en stående punkt om laget i sina söndagskrönikor.
Han lyckades reta upp rockmusikern Eddie Meduza med en kritisk recension av dennes debutplatta från 1979 och Meduza svarade med tre låtar: Kuken står på Mats Olsson, Mats Olsson runkar kuken och Mats Olsson E' En Jävla Bög.
Som musikskribent var Olsson en tidig supporter av brittisk progressiv rock. I sin recension av King Crimsons debutalbum jämför hans Peter Sinfields texter med Bob Dylan, beskriver Greg Lake som en "utmärkt" sångare och basist, samt förklarar att gruppen som helhet "har en egen stil som är uppfriskande" med en blandning av genreuttryck som är "sällsynt lyckad." Samma år hyllade han Pink Floyds experimentella album Ummagumma i de mest positiva ordalag: "Att kalla en grupp som Pink Floyd för popgrupp är direkt missvisande. Men under vilken musikkategori ska man egentligen placera dem? Pink Floyd ligger ljusår före sina konkurrenter, så må det vara pop, avant-garde jazz eller modern klassisk musik." Under rubriken "Säg ja till Yes!" uppmuntrade Olsson sina läsare följande år att stifta bekantskap med den i Sverige ännu ej brett uppskattade gruppen med samma namn: "Har ni inte sagt ja till Yes än, så gör det snabbt," löd hans uppmaning. "Gruppens musik är av mycket hög kvalitet, men ändå gjord så att den kan tilltala en stor publik," fortsatte han. Året därpå lät han ännu mer entusiastisk i sin anmälan av den progressivt präglade The Yes Album: "Yes har jag trott på i två år nu och jag hoppas och tror att de slår igenom i Sverige med sin nya LP. Steve Howe är en av de allra bästa gitarristerna nu, Chris Squire den kanske bästa basisten och Bill Bruford en välspelande och säker trummis. 'Yours is no disgrace,' 'The Clap,' 'Starship trooper' och 'I've seen all good people' är ett måste för den som intresserar sig för popmusik av idag.'"
Olsson var värd i Sommar i P1 den 5 augusti 1990 samt den 30 juli 2003.

## Översättningar
- James Lee Burke: Släktvapnet (Crusader's cross) (Kriminalförlaget, 2006)
- Joseph Wambaugh: Hollywood Station (Hollywood Station) (Ordupplaget, 2009)
- Joseph Wambaugh: Hollywoods kråkor (Hollywood crows) (Ordupplaget, 2010)
- Joseph Wambaugh: Hollywood måne (Hollywood moon) (Ordupplaget, 2012)

## Priser och utmärkelser
- Guldpennan - 1995
- Stora journalistpriset - 2002[10]
- Årets fotbollskrönikör enligt Fotbollsguiden - 2004 och 2006[11]
- Sveriges mäktigaste och viktigaste sportkrönikör enligt Resumé - 2004 och 2006[12]
- Jolopriset - 2009[13]